# 장말로

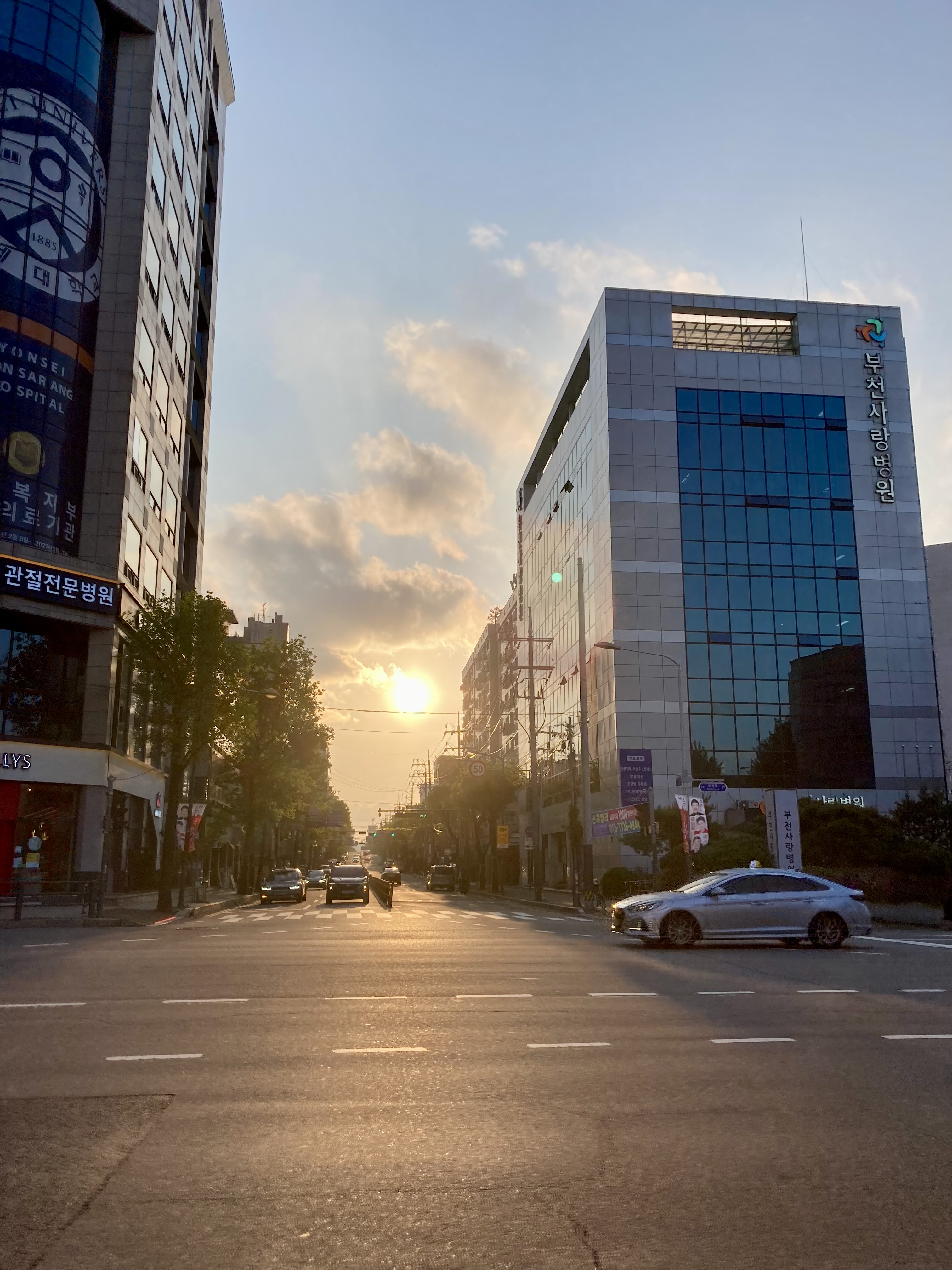
장말로(장말사거리 측면)

장말로는 경기도 부천시 원미구 심곡2동에서 중동과 상동을 거쳐 인천시 부평구 부개동까지 있는 경기도의 도로이다. 상동 584-6을 기점으로 심곡동 355-1을 종점으로 하는 도로로, 길이는 3.78km(3,780m)를 가진 도로이다.

## 개요
장말로는 부천군 소사읍 중리에 속했던 옛 지명을 차용하여 장말이라는 의미를 붙인 도로로 2009년 11월 12일에 제명 되었다. 가로로 긴 도로 형태 덕분에 부천시의 여러 도로와 만나는 구간이 많은 도로이다. 수변로부터 부천로까지 닿는 도로이기도 하다.

## 연결도로
- 수변로
- 상이로
- 신상로
- 송내대로
- 석천로
- 중동로
- 신흥로
- 부천로

## 사진

### 주요건물

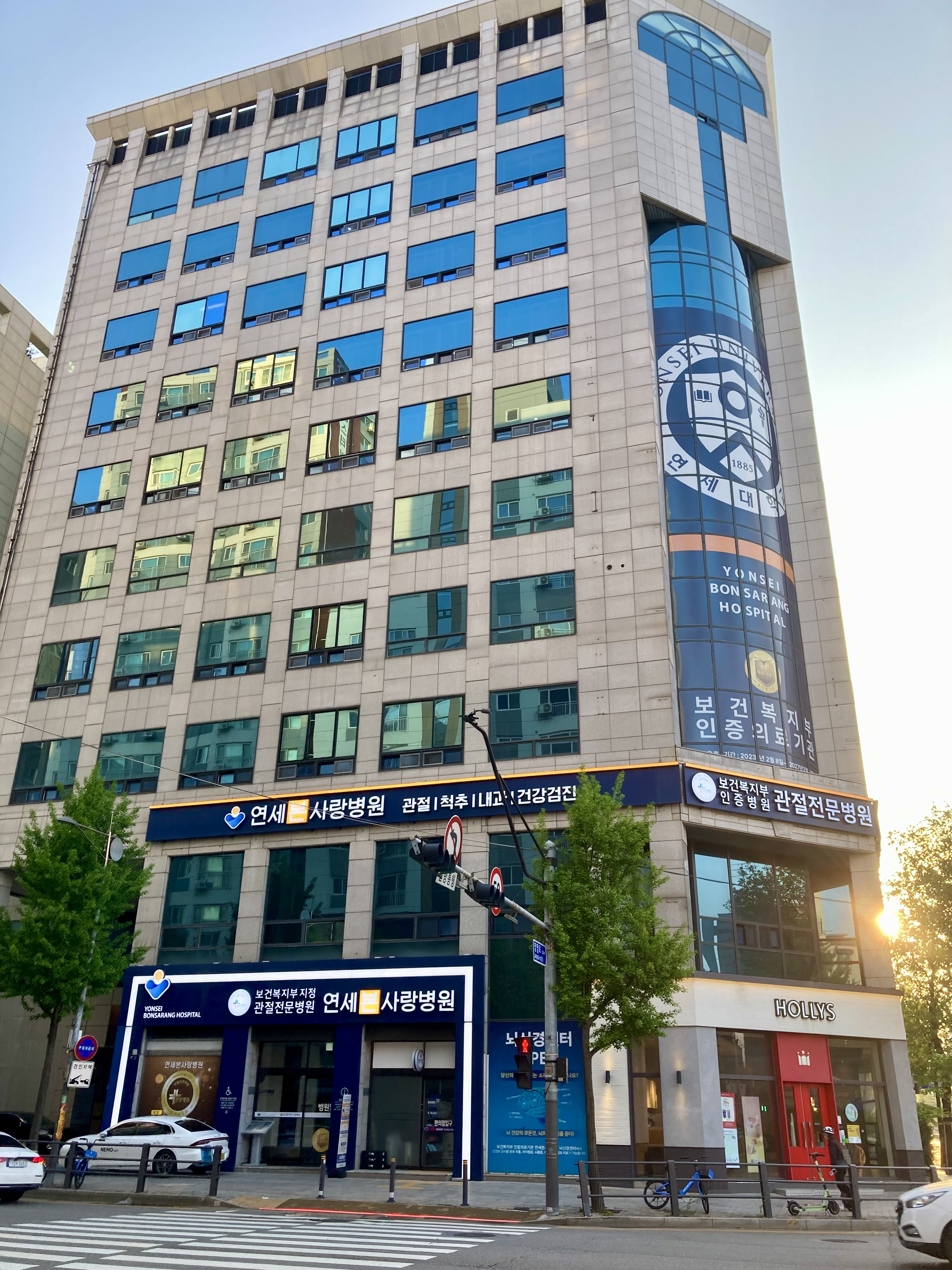
장말로 연세본사랑병원
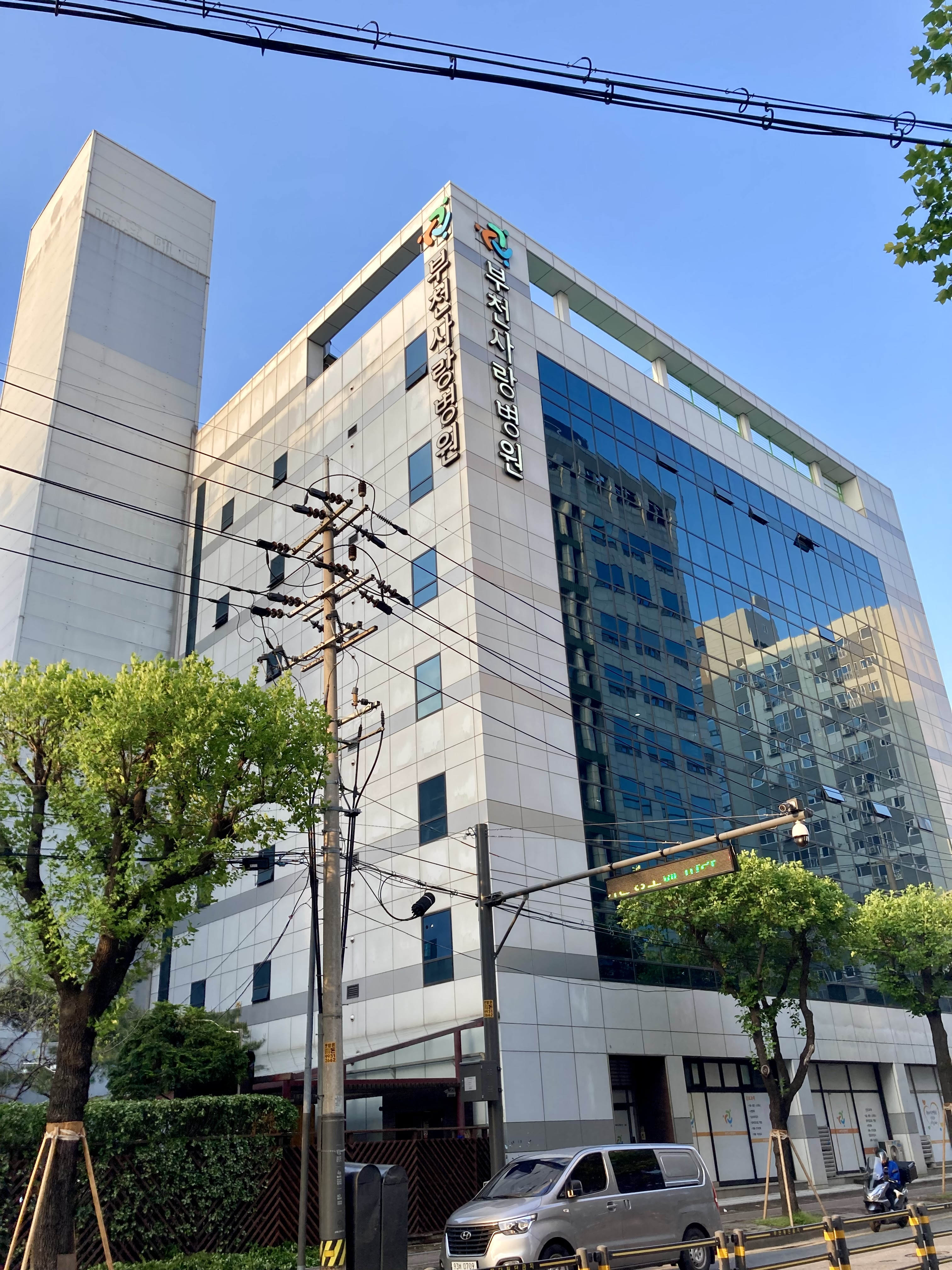
장말로 부천사랑병원
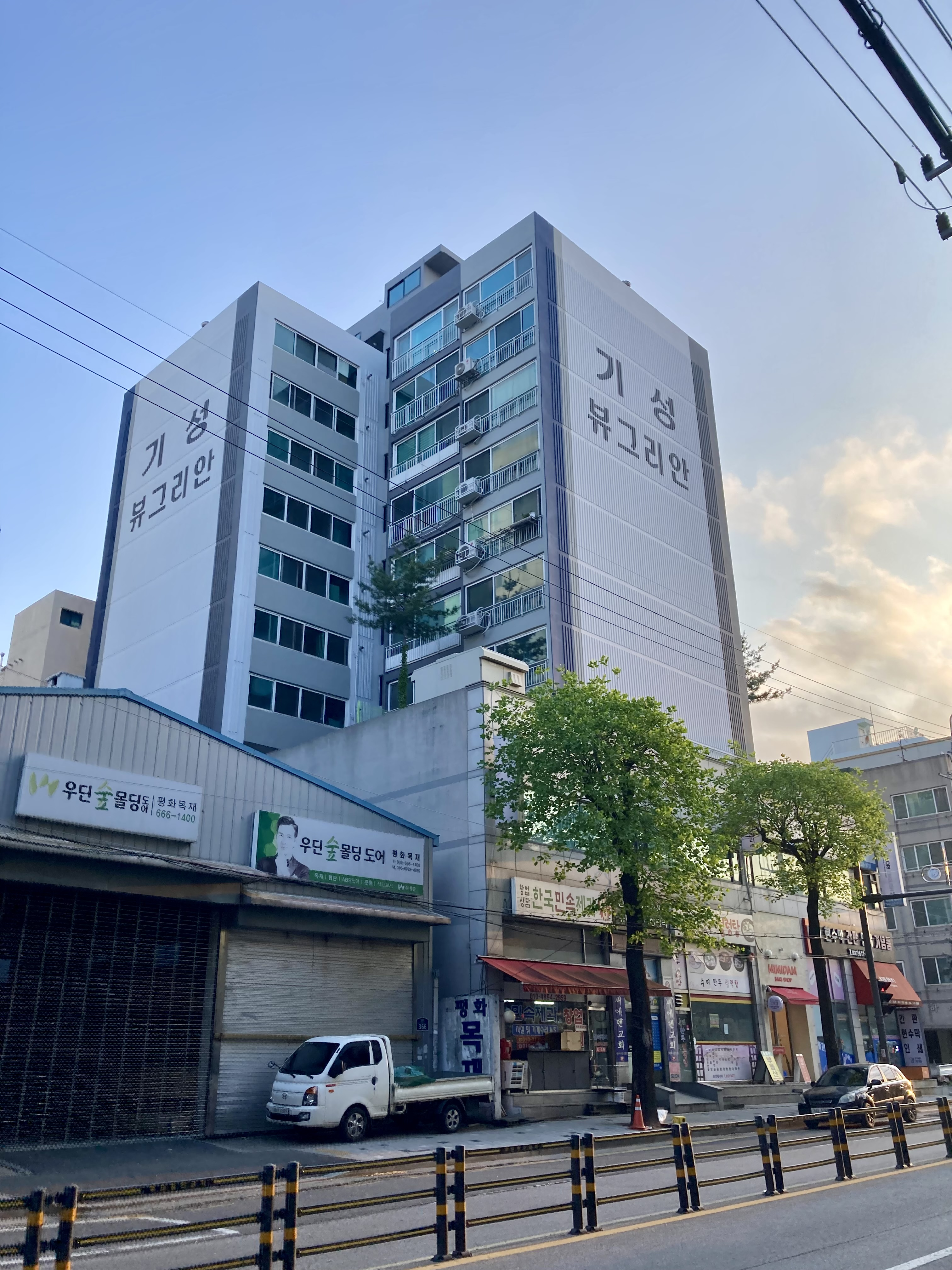
장말로 기성뷰그리안
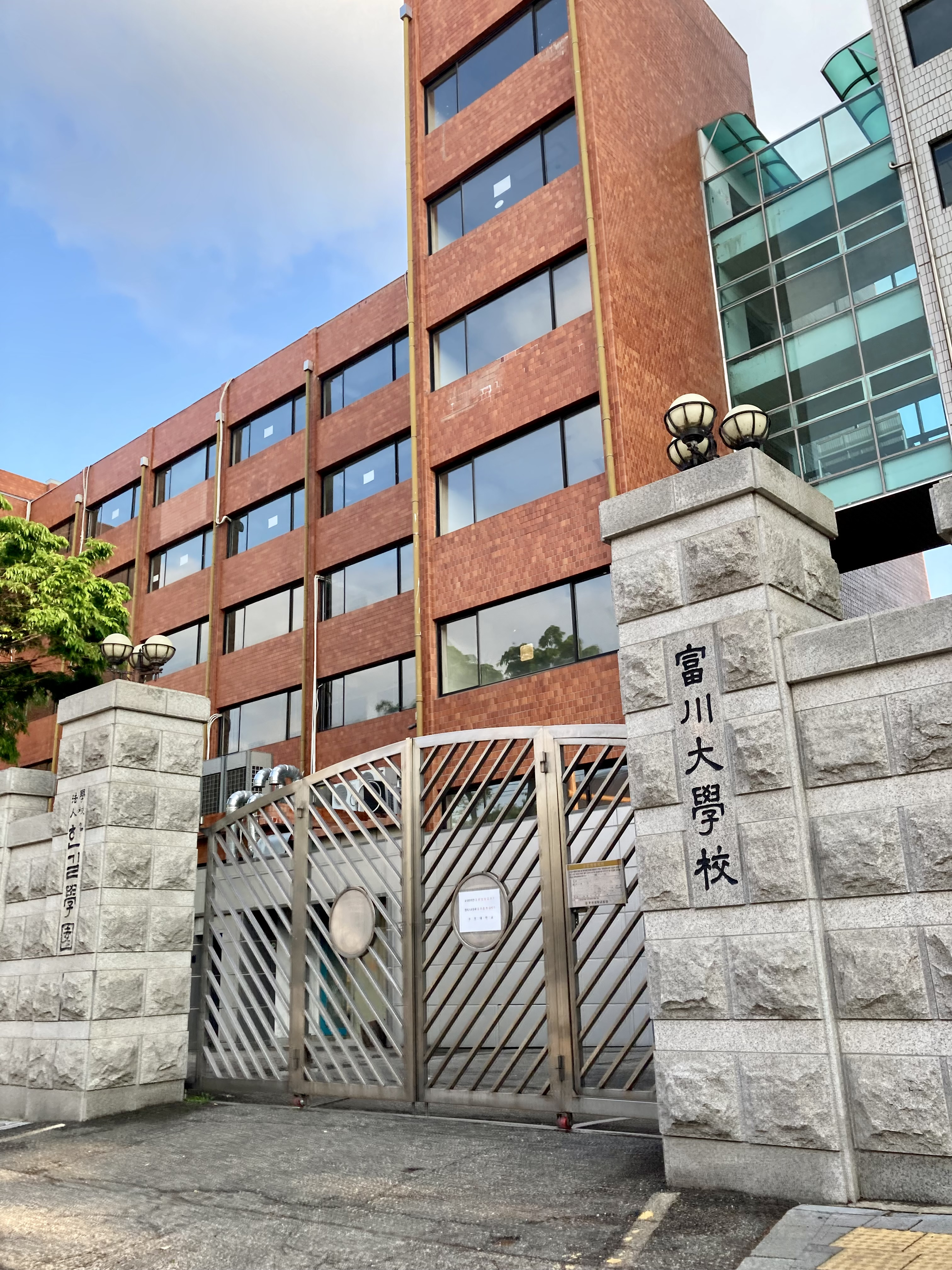
부천대학교 후문
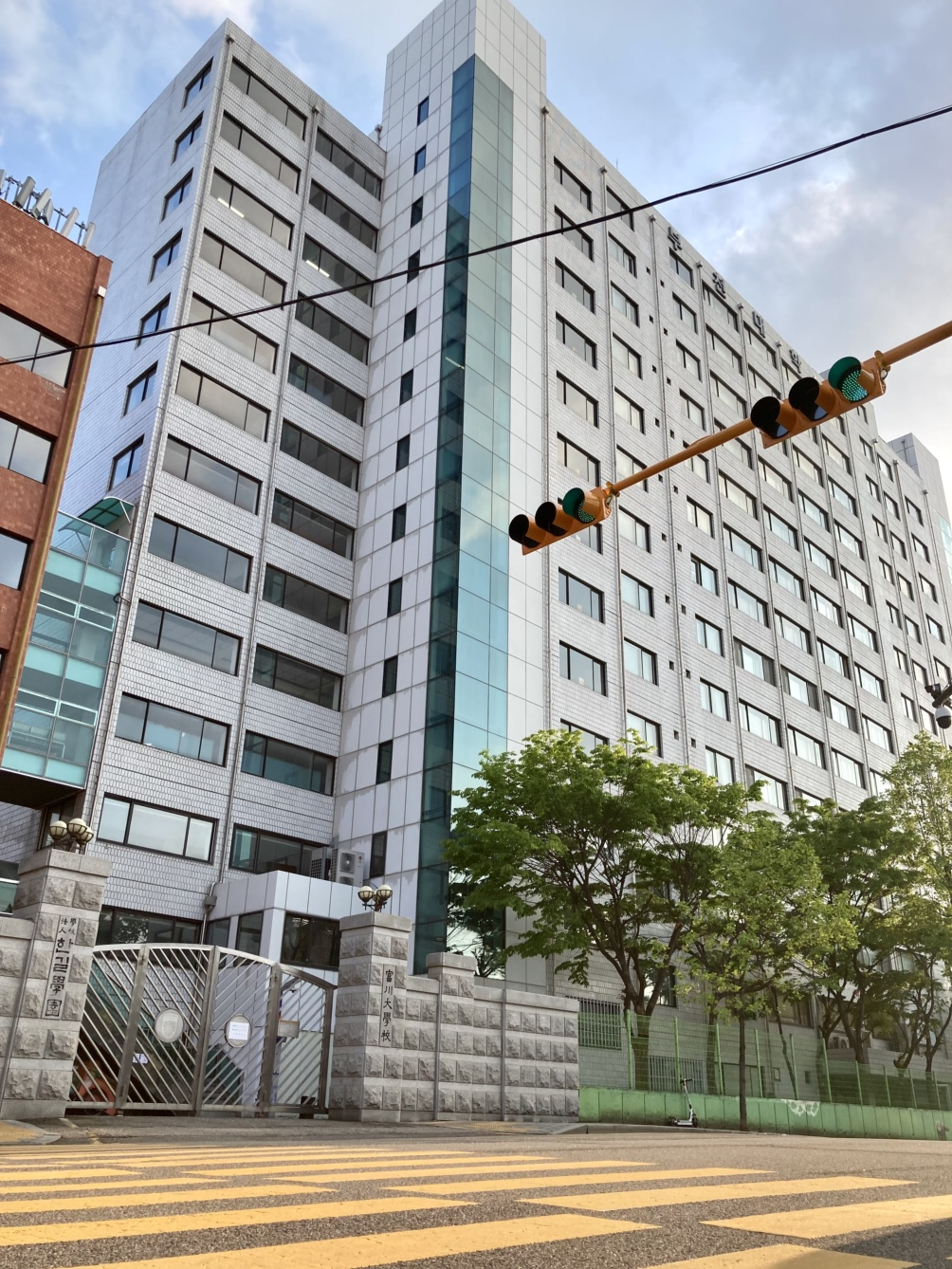
부천대학교
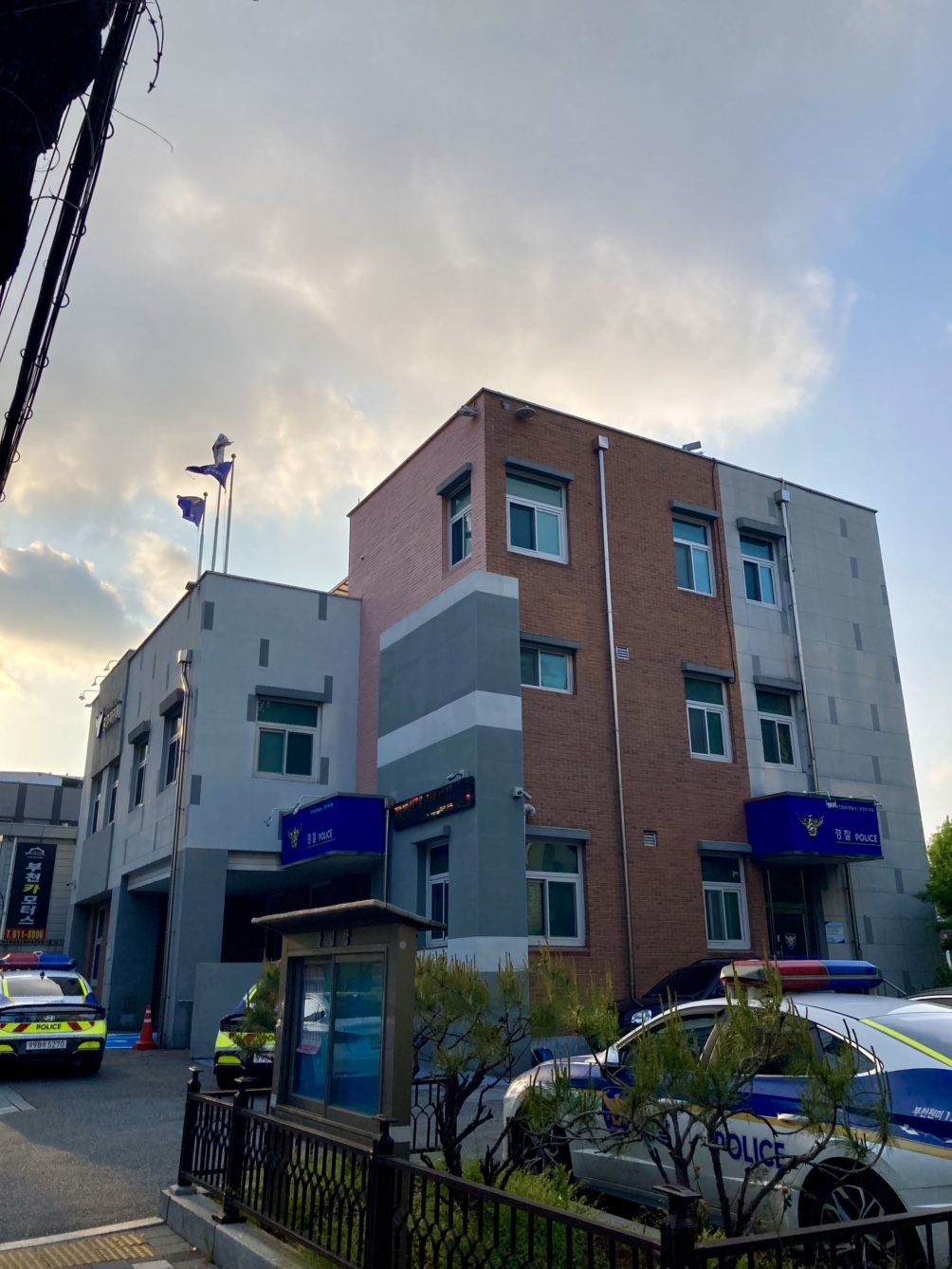
부천원미구경찰서 중앙지구대

### 도로 및 시설물

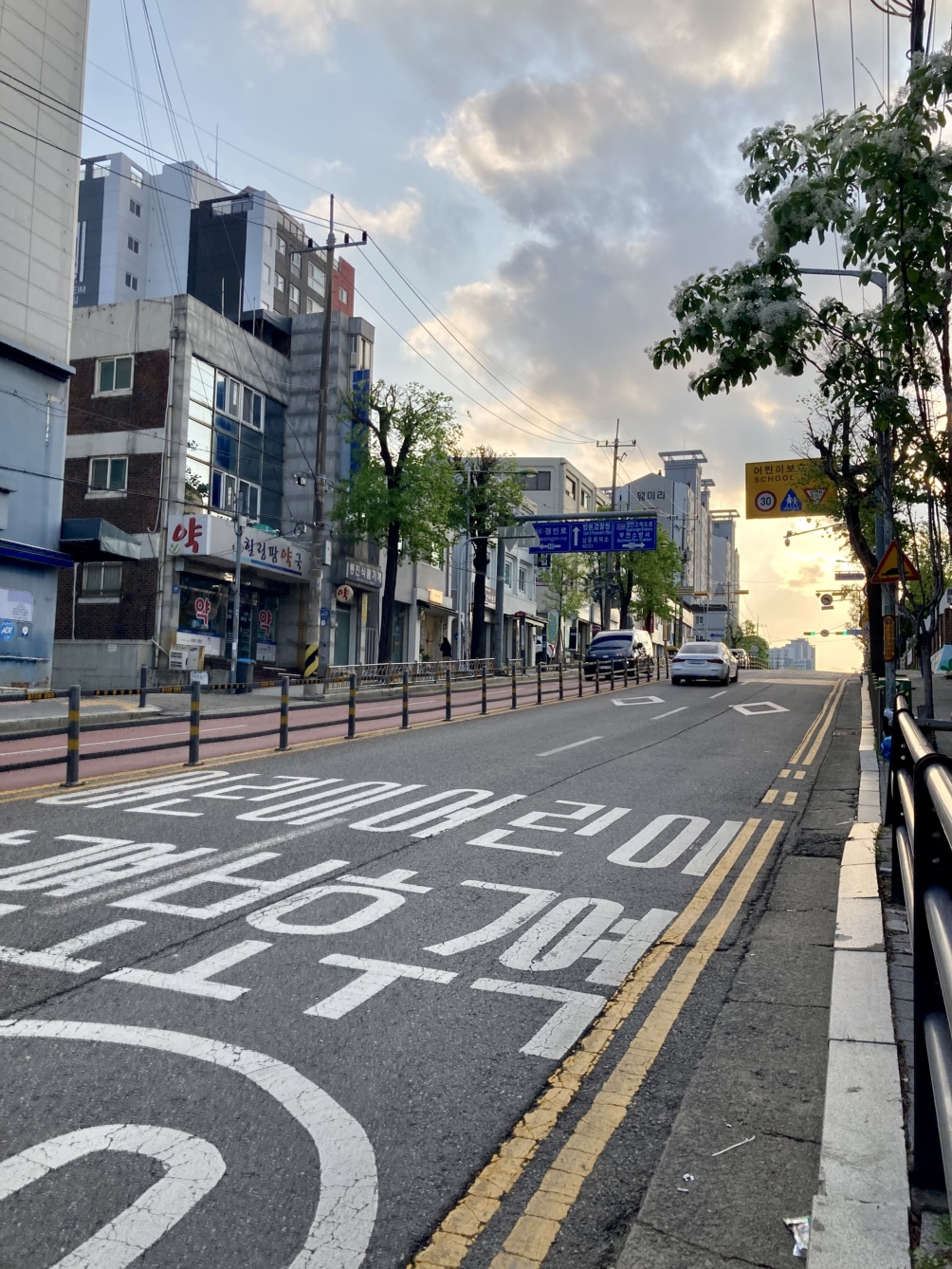
장말로 심곡1동행정복지센터
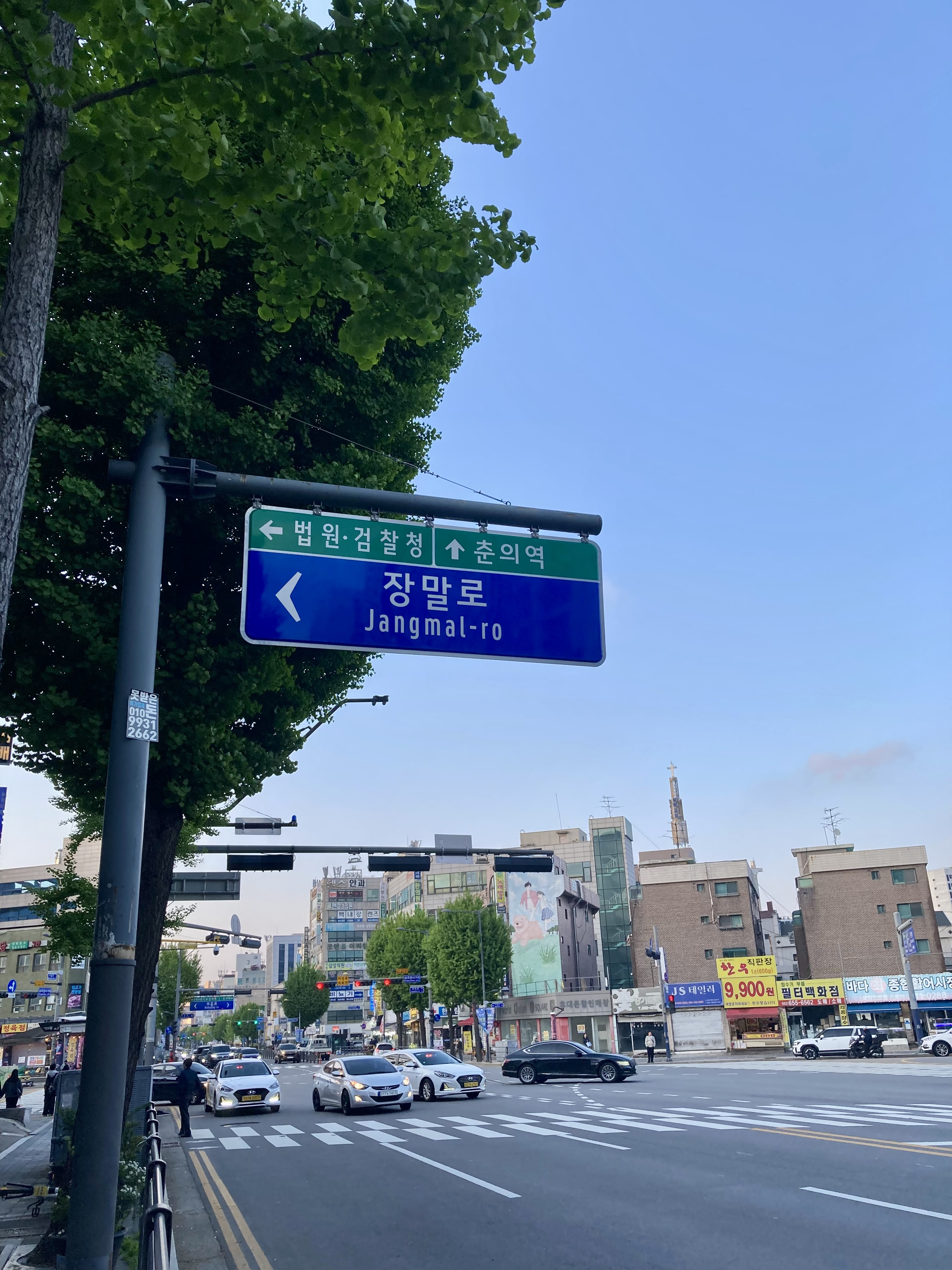
부천로에 있는 장말로 표지판
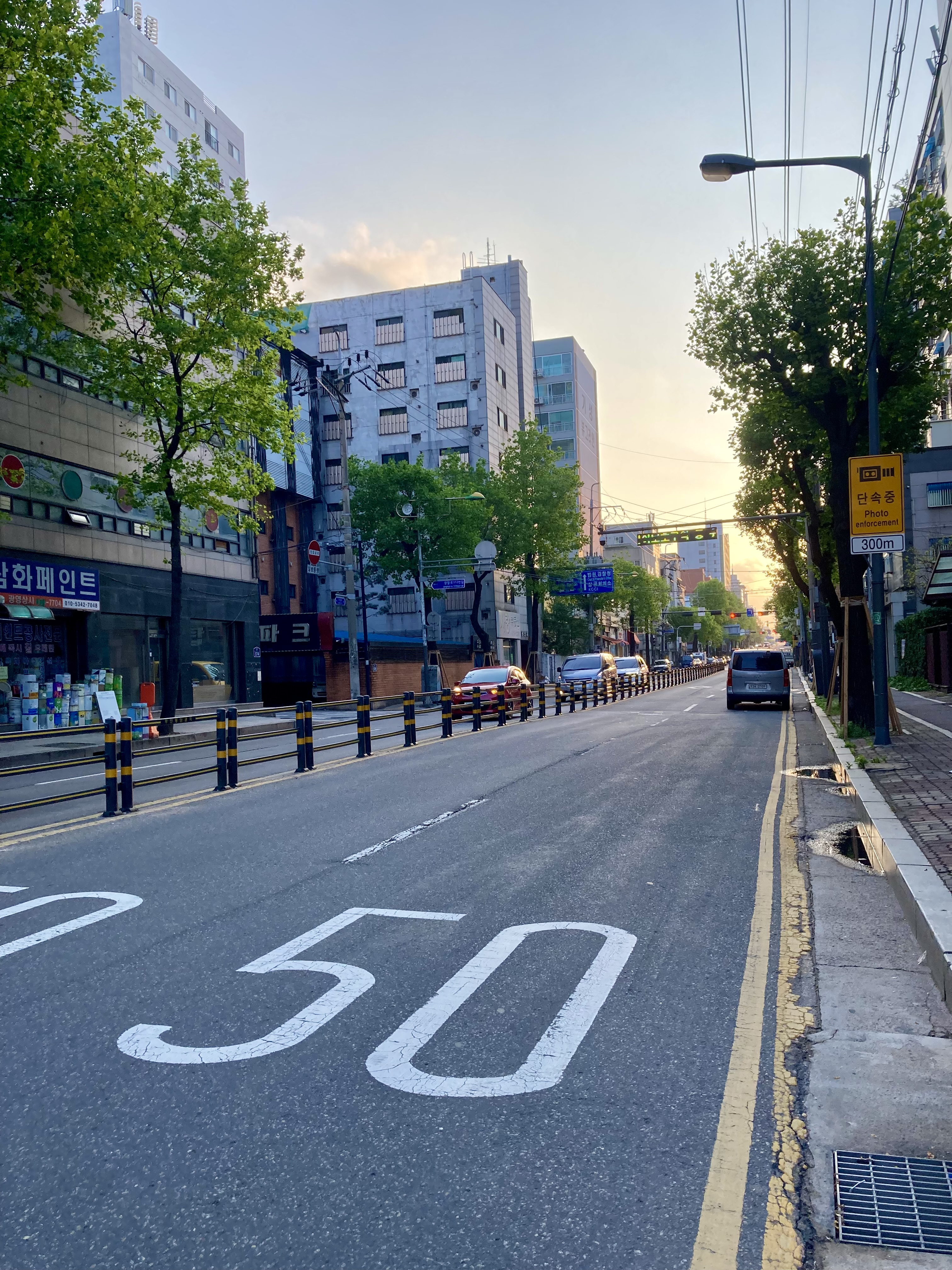
장말로 심곡1동행정복지센처 인근
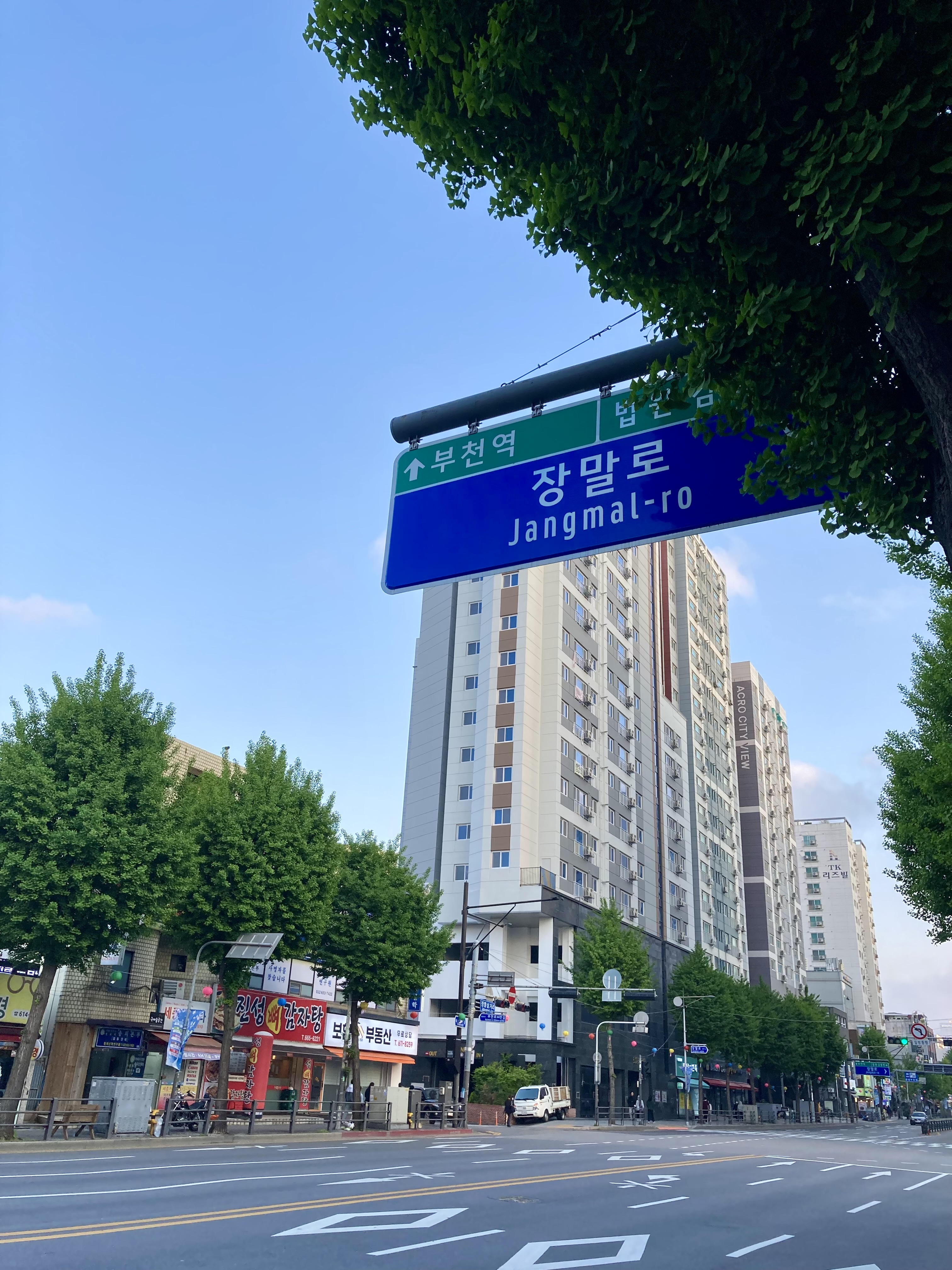
부천로에 있는 장말로 표지판
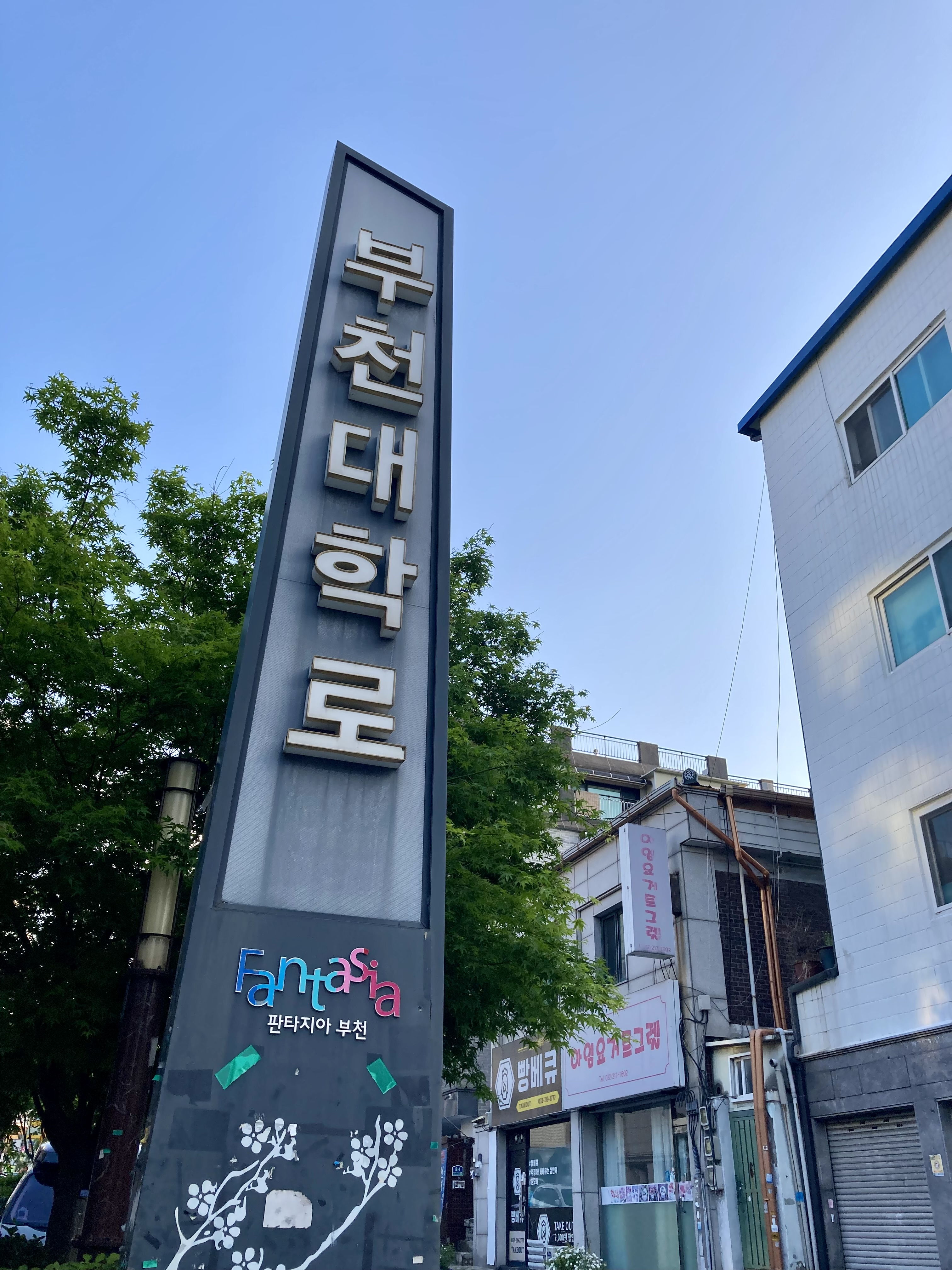
부천대학로(장말로352번길)
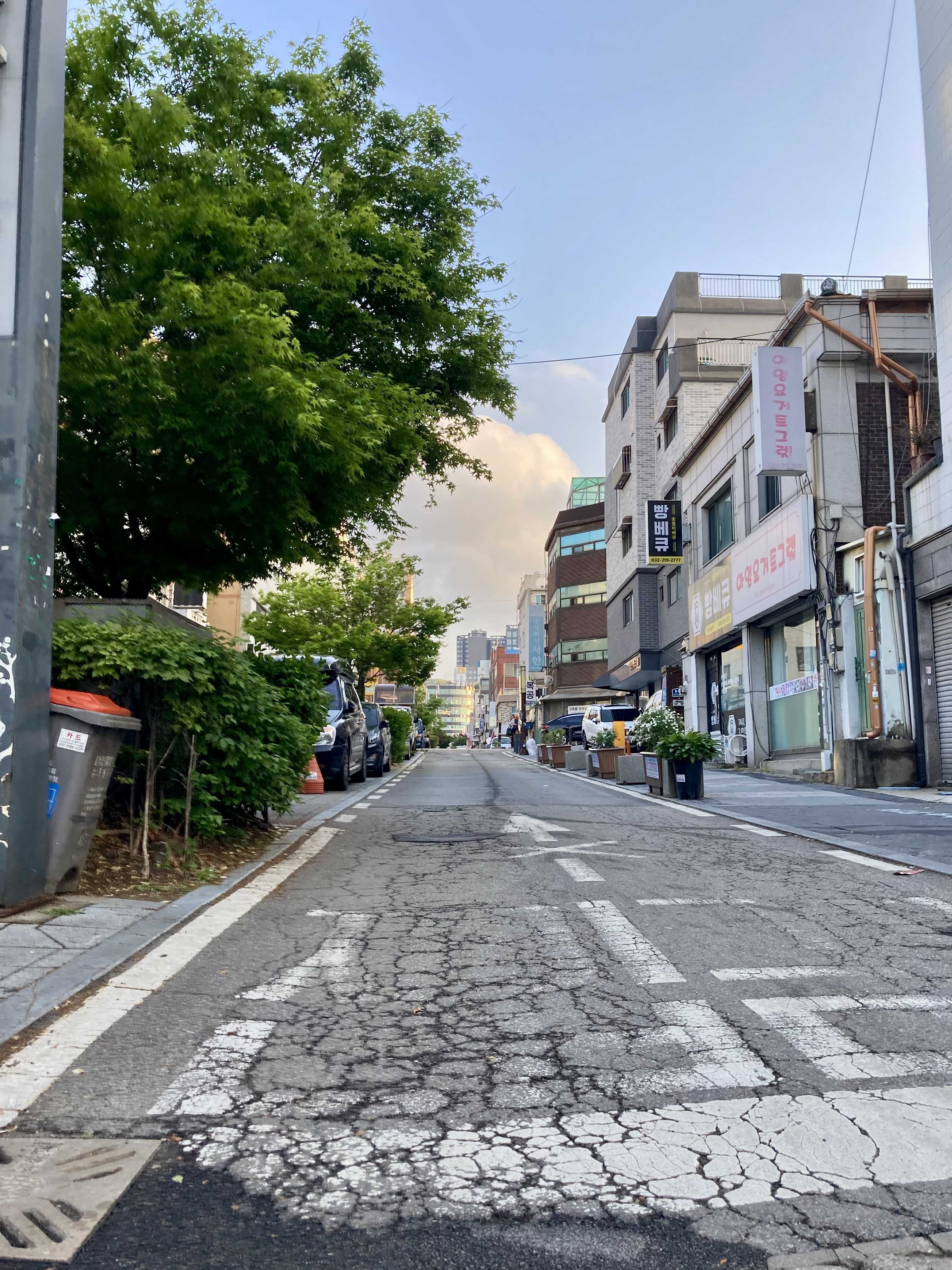
부천대학로(장말로352번길)

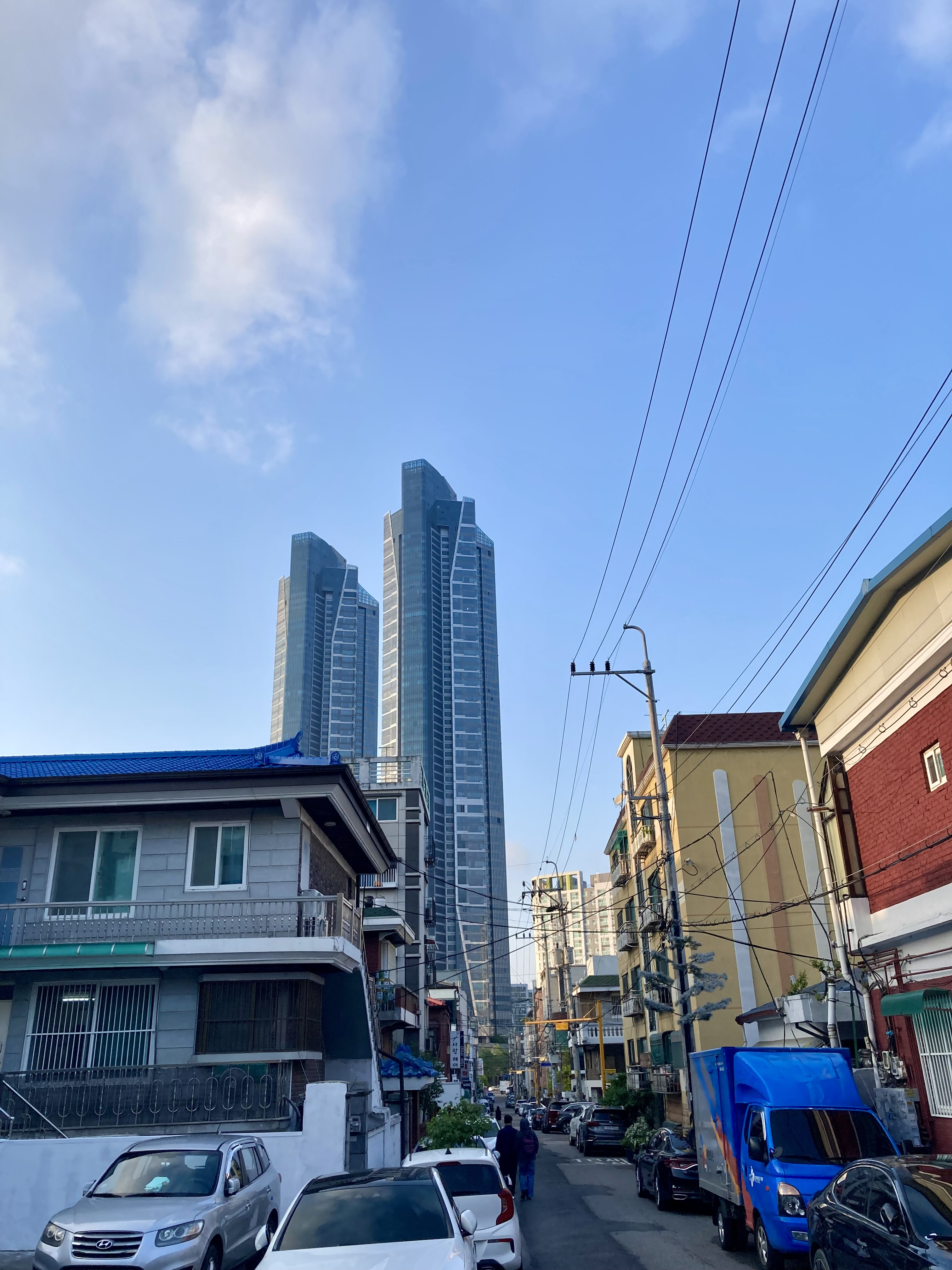
장말로333번길
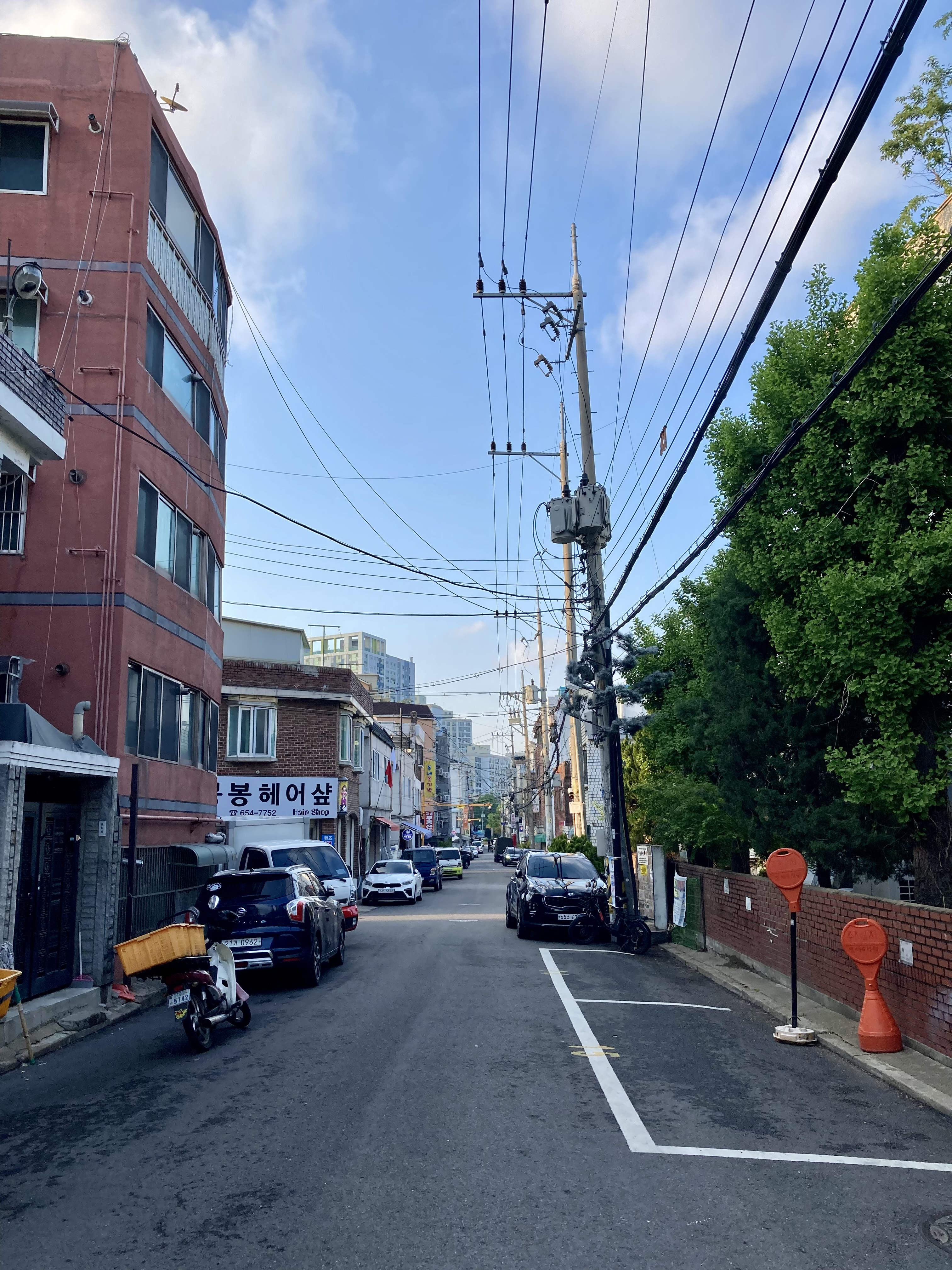
장말로343번길
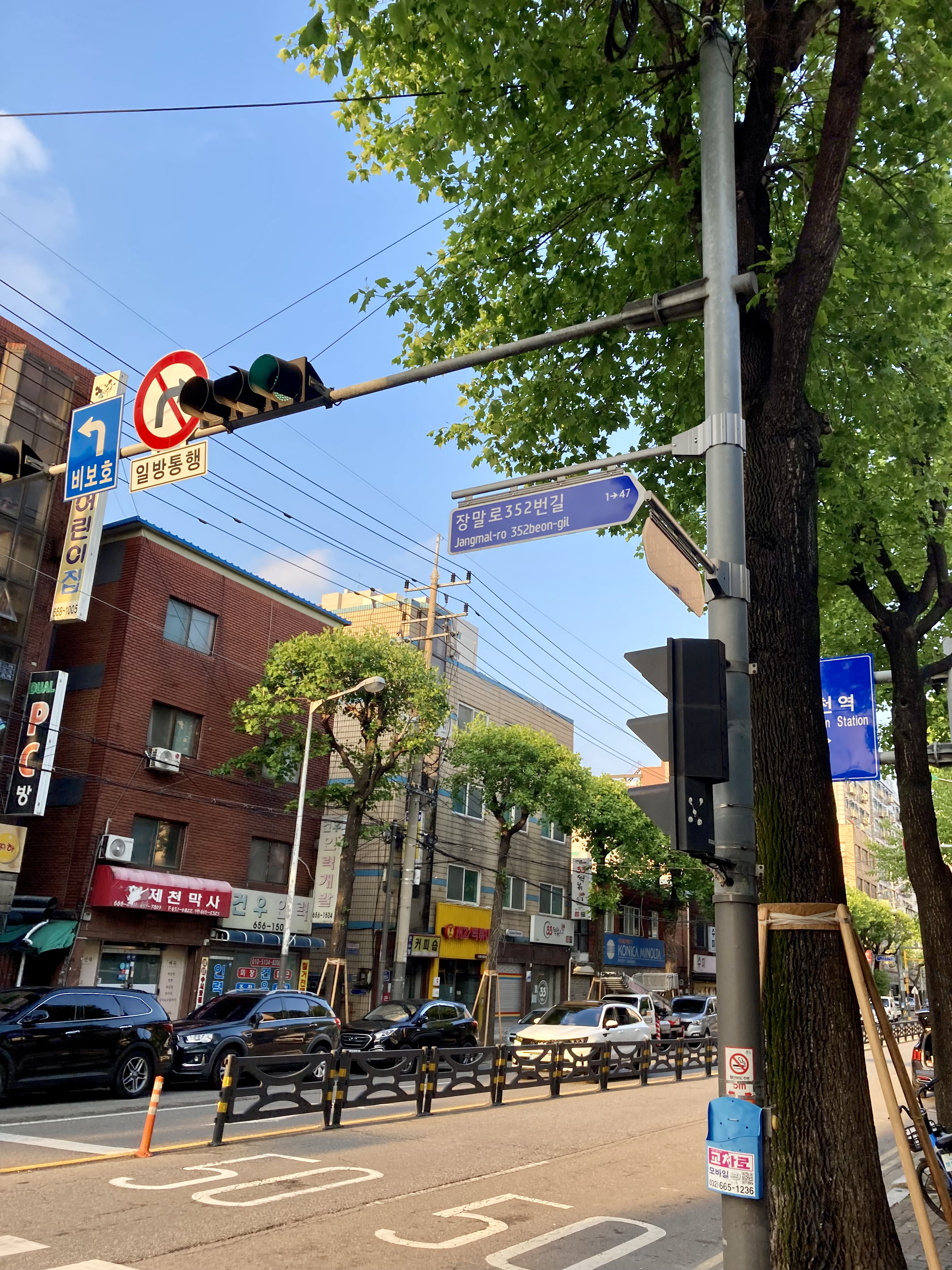
장말로352번길
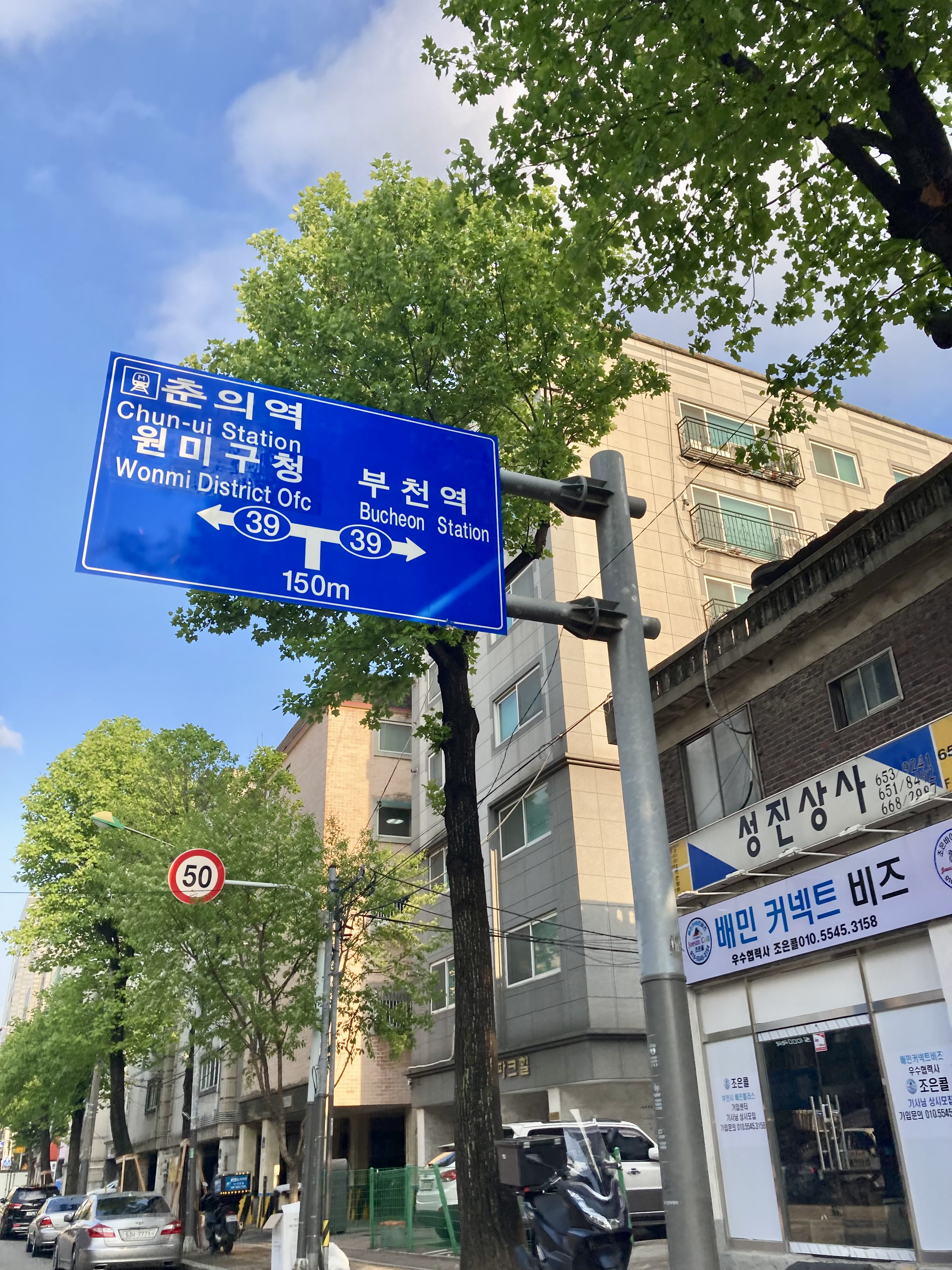
춘의역, 부천역 분기 표지판
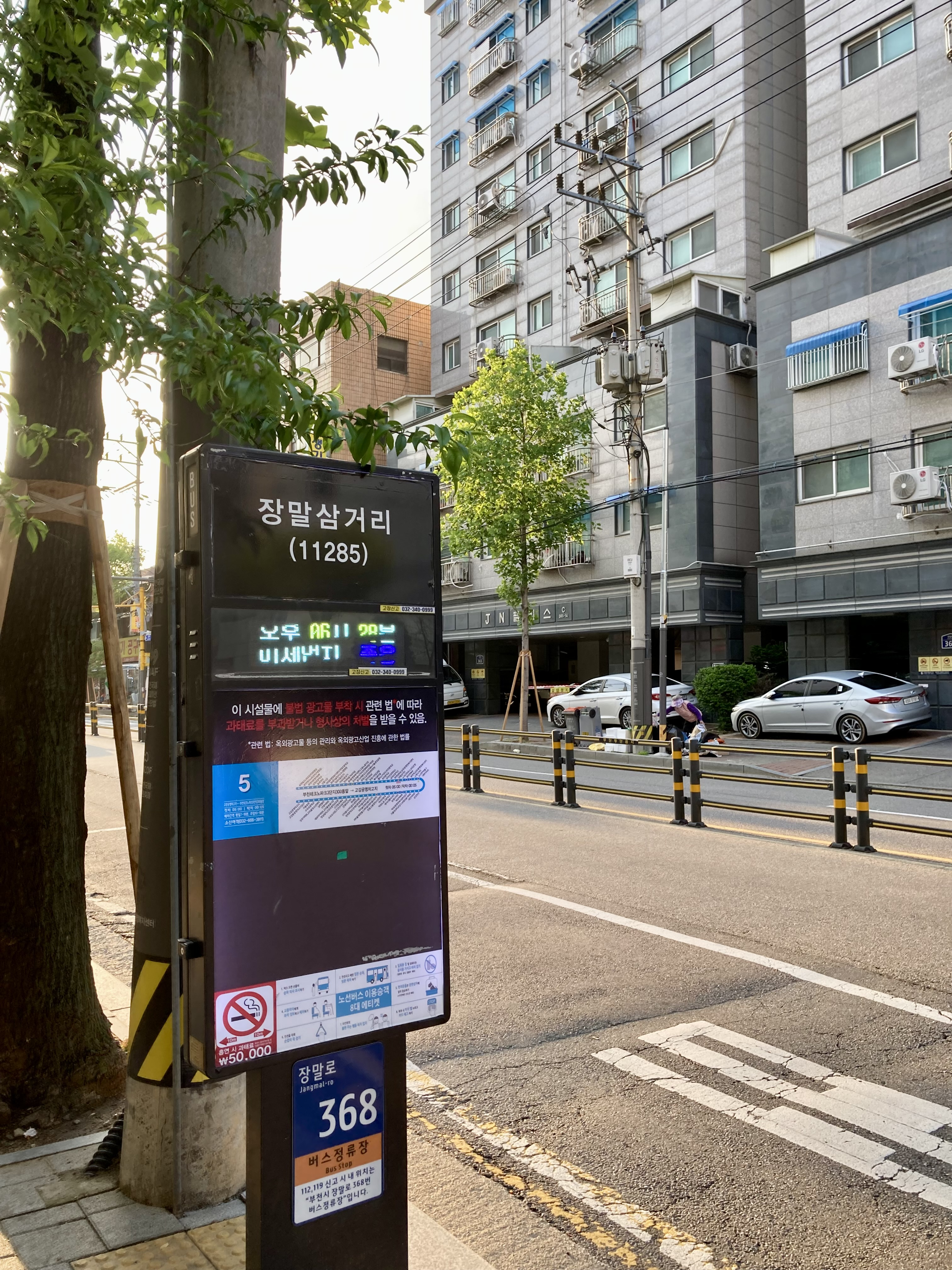
장말삼거리 버스 정류장
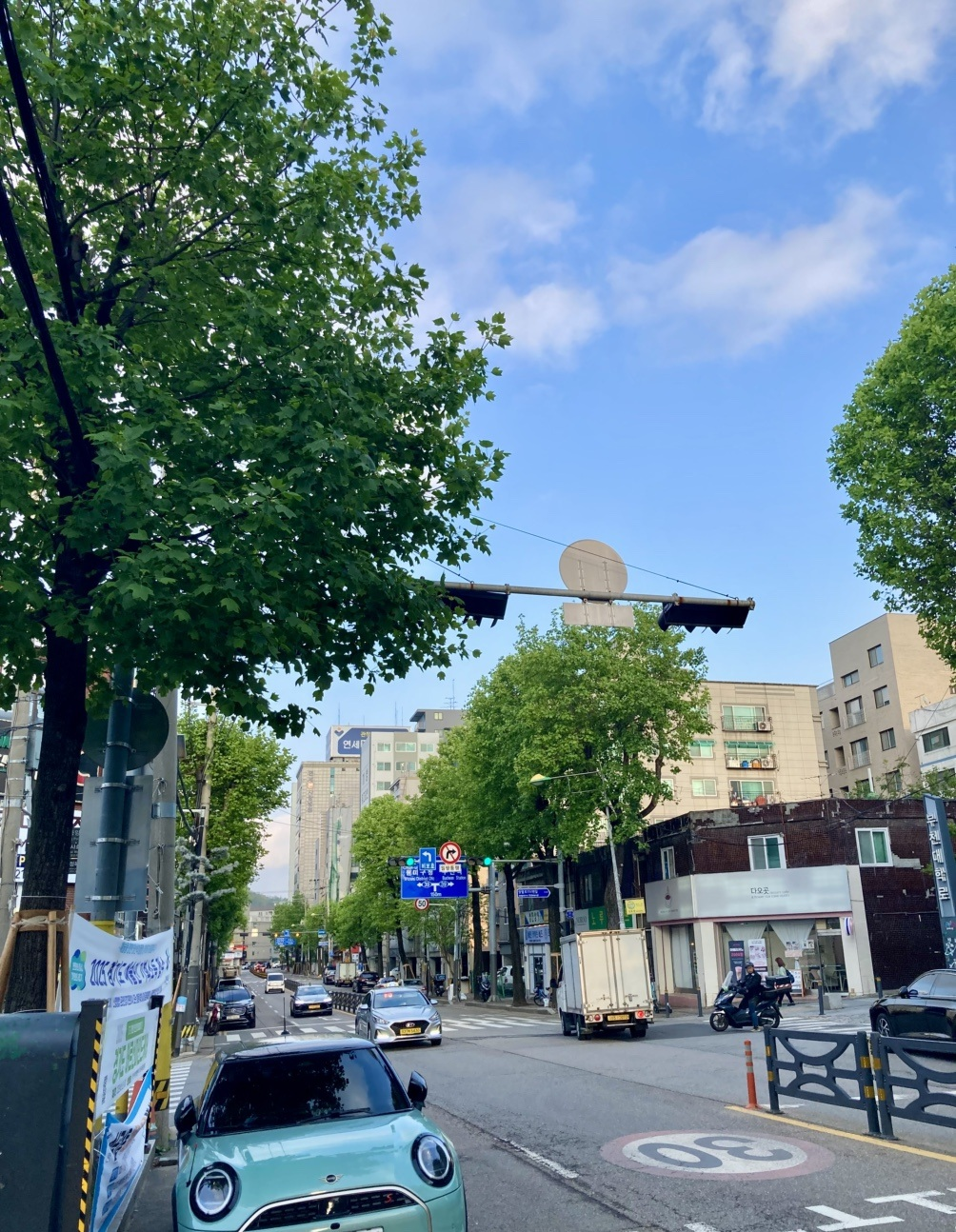
장말로 부천로 방향
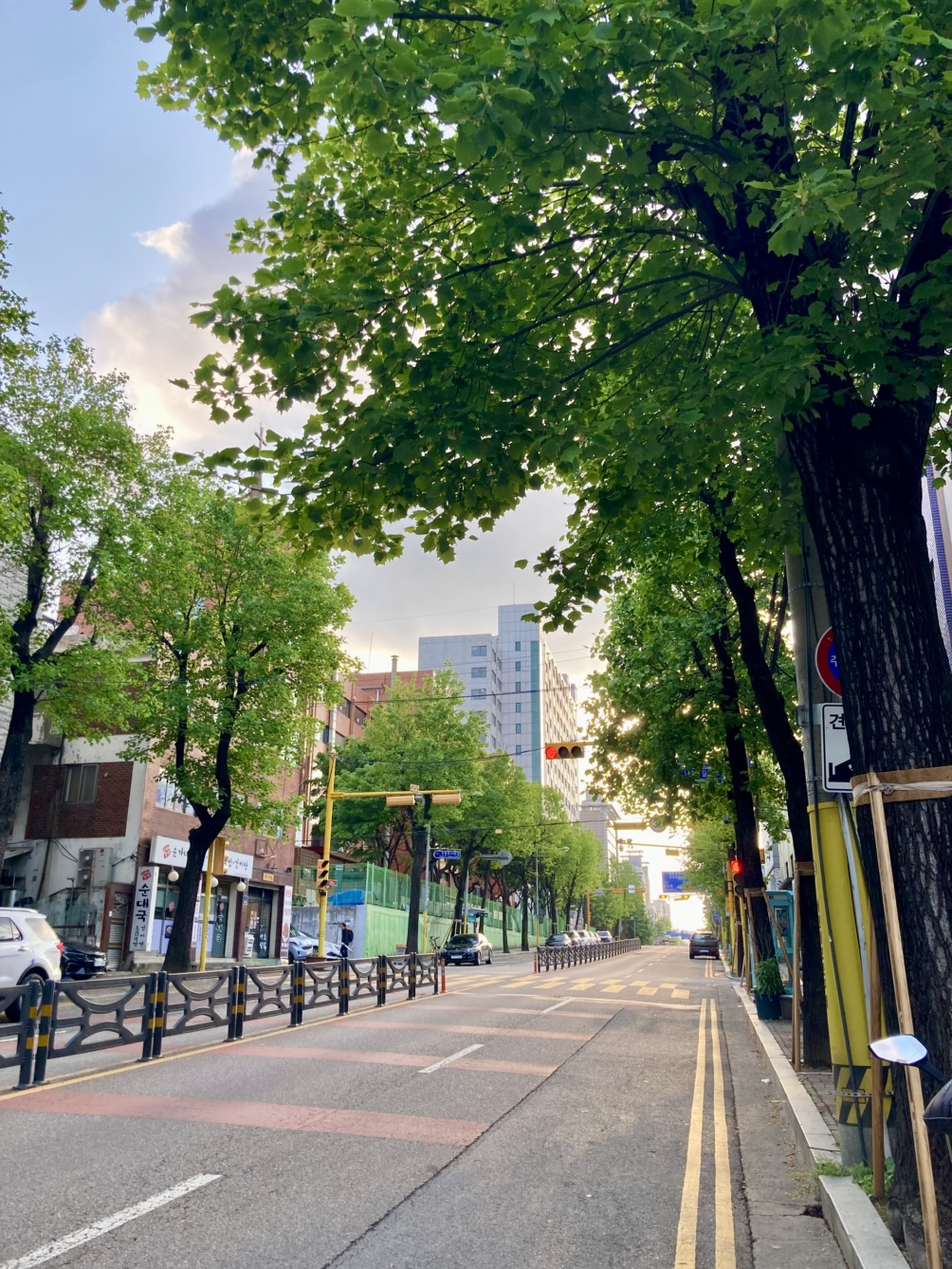
장말로 중앙지구대 방면

## 주요건물
- 부천중학교
- 부천대학교
- 심곡1동행정복지센터
- 심곡초등학교
- 부천원미경찰서 중앙지구대
- 상지초등학교
- 중동펠리스카운티아파트
- 상도초등학교
- 상도중학교
- 상동119안전센터
- 반달마을삼익아파트
- 선경아파트
- 동아아파트
- 한아름마을현대1차아파트
- 동성2차아파트
- 복사골문화센터아트홀
- 상미초등학교
- 세종그랑시아아파트
- 부천사랑병원
- 연세본사랑병원